# Авейру – Ештаррежа
Авейру – Ештаррежа – продуктопровід на півночі Португалії.
В 1986 році завод полівінілхлориду в Ештаррежа припинив продукувати власний мономер вінілхлориду та перейшов на використання привізної сировини. Її поставки організували через розташований на лагуні Алвейру порт Авейру з подальшим перевезенням у автоцистернах. Вінілхлорид відноситься до вельми небезпечних хімічних речовин, тоді як потужність майданчику в Ештаррежа збільшилась в рази. Як наслідок, з 1993-го для більш безпечного транспортування вінілхлориду з Авейру ввели в дію продуктопровід довжиною 23 кілометра, який має пропускну здатність до 35 тонн на годину. 
В Ештаррежу мономер потрапляє у сховище, що має 4 резервуари загальною ємність 700 м3.